# مكدامية رباعية الأوراق
مكدامية رباعية الأوراق (الاسم العلمي:Macadamia tetraphylla) هي نوع نباتي يتبع جنس المكدامية من الفصيلة البروطية.